# Неэме (Харьюмаа)
Не́эме (эст. Neeme), ранее Не́ме (эст. Neme) — деревня в волости Йыэляхтме уезда Харьюмаа, Эстония.

## География и описание
Расположена на оконечности полуострова Ихасалу, в 40 километрах от Таллина. Граничит с заливом Ихасалу на западе, с заливом Кабернеэме на востоке, с Балтийским морем на севере и с деревней Ихасалу ни юге. Высота над уровнем моря — 20 метров.
На территории деревни находились Ихасалуский верхний маяк и Ихасалуский нижний маяк (к настоящему времени разрушены). Высота первого составляла 40 метров, второго — 25 метров; были построены в 1986 году, своё назначение потеряли в 2003 году.
Климат умеренный. Официальный язык — эстонский. Почтовый  индекс — 74226.

## Население
По данным переписи населения 2021 года, в Неэме насчитывалось 324 жителя, из них 295 (92,2 %) — эстонцы.
По данным переписи населения 2011 года, число жителей деревни составляло 279 человек, из них 268 (96,1 %) — эстонцы.
Численность населения деревни Неэме по данным переписей населения:
| Год  | 1959 | 1970  | 2000  | 2011  | 2021  |
| ---- | ---- | ----- | ----- | ----- | ----- |
| Чел. | 172  | ↘ 154 | ↘ 132 | ↗ 279 | ↗ 324 |

По данным Регистра народонаселения, по состоянию на 1 июня 2023 года в деревне были зарегистрированы 344 человека.

## Символика
Неэме — первая деревня в Эстонии, заимевшая свой флаг и герб. Герб деревни: на синем щите серебряный шип с изогнутыми сторонами, доходящий до верхнего края щита, и две рыбы в противоположных цветах, размещённые в вертикальном положении. Синий цвет означает море, серебряный шип означает мыс, рыбы — традиционную деятельность прибрежных жителей — рыболовство.

## История и современность

### История деревни
Неэме — это старинная рыбацкая деревня. Основным источником средств к существованию для жителей деревни была ловля рыбы, в меньшей степени — охота на тюленей, а также сельское хозяйство. Выловленная рыба в основном продавалась в Таллине. В XIX веке, наряду с засолкой рыбы, стало популярным также и её копчение.

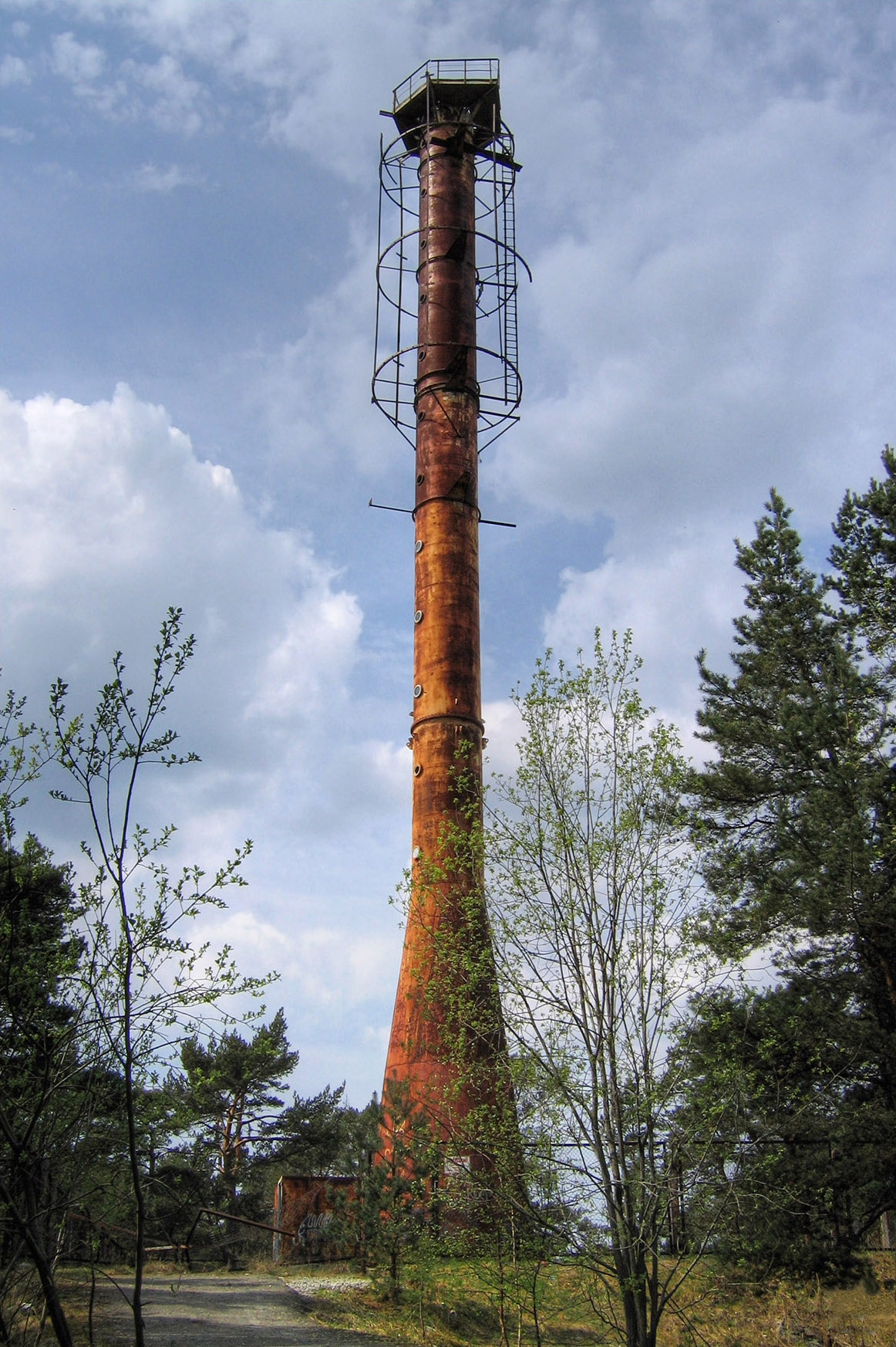
Ихасалуский верхний маяк в 2006 году

В письменных источниках 1560 года упоминается как Sumini, 1563 года — Sunnenym, 1574 года — Sunanemi, 1693 года — Neme, 1694 года — Nehme, 1798 года — нем. Ihhasalloneem.
Согласно вакенбуху 1688 года, в расположенных рядом деревнях Неэме и Ихасалу насчитывалось 33 хутора. В то время деревни относились к мызе Румм (нем. Rumm, Румму, эст. Rummu mõis), расположенной в приходе Куусалу. В деревне была часовня с берёзовой крышей и рядом с нею — кладбище; места могил у леса ещё едва заметны со стороны моря, но самого кладбища не стало уже к началу XX века, а часовня сгорела ещё в годы Северной войны.
В 1897 году в помещениях хутора Марди была основана деревенская школа, до этого дети ходили учиться в школу деревни Каберла. В школе было 18 учеников, и она функционировала там всего год. В 1899 году в деревне была уже построена своя школа, а в 1934 году началось строительство нового здания школы, так как старое стало слишком маленьким. В то время там насчитывалось уже более 60 учеников. Новое здание было построено в 1936 году.
В 2018 году в Неэме было возведено новое, современное здание школы. В 2022/2023 учебном году в ней насчитывалось 60 учеников.
В 1931 году совместными усилиями местных жителей в Неэме был построен магазин, где также была собственная пекарня.
В 1977—1997 годах Неэме была частью деревни Ихасалу.

#### История деревни из школьной хроники 1897—1946 годов
В школе Неэме сохранилась письменная хроника жизни в деревне и, в большей степени, истории школы с 1897 по 1946 год, которую вели школьные учителя и директора. В частности, в записях 1926 года говорится, что жители деревни в основном являются между собой тем или иным образом родственниками, только семья Лайгар (Laigar) происходила из Ляэнемаа; «в настоящее время среди них много вырожденцев, а также большое число вдов и бедных детей. Дети болеют: кто-то «куриной грудкой», кто-то хронической ангиной, кто-то хронической ушной болезнью, глазной инфекцией, пороком сердца или имеют другие заболевания».
В записях от 1934 года рассказывается о новой молодой учительнице школы Неэме — Нине Боровченко, которая окончила учительский семинар в Тарту. Она русская, но полностью эстонизирована. В 1935 году она также эстонизировала свои имя и фамилию на Нийне Ранд.

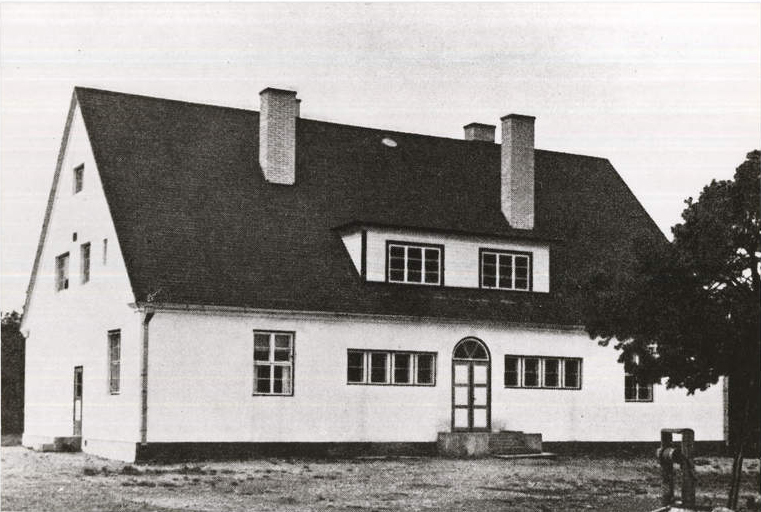
Здание школы в Неэме, 1936 год

Учениками школы Неэме в 1930-е годы было поставлено несколько пьес: на Рождество ― «Юку и Мику» (эст. «Juku ja Miku»); в один из праздников Дня независимости — трёхактная музыкальная пьеса Кангерманна «Мальчик из Реэду и Лийзи» (эст. «Reedu poiss ja Liisi»), на День матери — пьеса Рахула «Воспоминание матери» (эст. «Ema mälestus»), на выпускной вечер — трёхактная пьеса Штейнберга «Кратт» (эст. Kratt), двухактная пьеса Юлиуса Кырревески «Огородное чучело» (эст. Kapsatont») и др. Осенью 1937 года за зданием школы были высажены 20 ягодных кустов (ранее там выращивался картофель). В школе насчитывалось 54 ученика.
После установления в Эстонии советской власти организации «Нооред Коткад» и «Кодутютред» были упразднены и заменены организациями октябрят и пионеров; для последних, однако, процедура присяги в школе не была проведена.
Осенью 1940 года директор школы Хейн Верго (Hein Vergo, до 1935 года Teodor Taalman) перешёл в начальную школу деревни Хальява; новым директором стал Рихо Кеса (Riho Kesa) из начальной школы Вазалемма.
По случаю выборов в Верховный Совет Эстонской ССР 12 января 1941 года ремесленный класс школы был преобразован в агитпункт, где также располагался «красный уголок». В школе часто проводились агитационные собрания жителей деревни, разучивались советские песни. После начала войны между СССР и Германией была объявлена мобилизация, которая вызвала тревогу в деревне. Жители, в том числе и учителя, были привлечены к оборонительным работам. В здании школы разместились военные беженцы — жители Ягалаской фабрики.
23 августа 1941 года в Неэме вошли первые немцы. В два часа дня первый танк проехал мимо здания школы, за ним проехали мотоциклисты и велосипедисты, всего около 600 человек. Началась «новая эра». Из школы убрали «красную» литературу, советские лозунги и картинки. На флагштоке школы был вывешен эстонский флаг. Ягаласким беженцам пришлось покинуть здание школы, и там разместились немцы.
25 и 26 августа 1941 года советские войска бомбили деревню Неэме с острова Аэгна. В сентябре, после занятия Таллина немецкими войсками, в школу было доставлено около 3000 человек с разбомблённого острова Прангли и лиц, бежавших от советской мобилизации. Они были размещены в здании школы и на её дворе. Все помещения и двор школы были заняты ранеными и больными людьми до предела, так что учителям зачастую для входа в свои квартиры приходилось использовать окна. Стояла холодная погода, люди были застужены и голодны. Деревенские жители приносили им еду, а учителя днём и ночью готовили им горячий чай, а потом только горячую воду. Через три дня их перевезли в Таллин. От школьного двора остался только чернозём, трава, клумбы и все зеленые растения бесследно исчезли. Земля была чёрной и твёрдой, как асфальт. Везде валялись обломки и мусор. Школьные помещения были сильно загрязнены и порушены. Потребовалось несколько недель, чтобы привести здание школы в относительный порядок.
В 1941/1942 учебном году школа начала работу 1 ноября. Её новым директором стал Йоханнес Конса (Johannes Konsa); прежний директор Рихо Кеса по личному заявлению был назначен директором начальной школы в Саку. При новом порядке школа работала в целом спокойно, по учебным программам Первой республики с некоторыми изменениями. Были трудности с приобретением новых учебников, тетрадей, не хватало дров, из-за чего школа иногда несколько дней подряд не работала.
Несмотря на уход персонала на другие должности и смерти 6 января 1943 года учителя Якоба Кивикаса (Jakob Kivikas), школа действовала всю войну. Некоторое время в ней работала только одна учительница — Нийне Ранд. Проводились рождественские праздники, на которые приходила вся деревня.
21 марта 1944 года в здании школы разместились 30 немецких солдат, но это не помешало школьным занятиям. 25 марта учёба закончилась, свидетельство об окончании начальной школы получили 5 человек. 2 апреля немцы покинули здание школы, но в начале мая пришли новые немецкие солдаты на трёх танках, которые поставили во дворе школы. В ночь на 17 мая немецкие танкисты внезапно покинули деревню.
21 сентября 1944 года, в день начала битвы за Таллин, в деревне началась паника. Почти половина жителей деревни под влиянием немецкой пропаганды и страха перед Красной армией бежали через море в Финляндию. 23 сентября 1944 года в деревню на грузовике въехали красноармейцы, но быстро её покинули, проведя небольшую «ревизию».
1944/1945 учебный год начался 1 ноября, в этот раз в условиях новой, советской власти. Учеников было только 26.
В 28-ю годовщину Октябрьской революции в Народном доме Неэме состоялось праздничное мероприятие. Собралось много жителей деревни, они остались довольны показанными представлениями и впервые вместе пропели гимн Эстонской ССР.
30 декабря 1945 года в школе был проведён праздник встречи Нового года, пришло много людей. Праздники в деревне организовывали совместно активисты народного дома и школьная молодёжь. Самым тяжёлым вопросом был приём в пионеры. Учащиеся из осторожности и по своим убеждениям не решались становиться пионерами. Однако ближе к весне 1946 года 4 ученика четвёртого класса стали пионерами. Проводить с ними достаточно работы не было возможности, так как в волости не было  старшего пионервожатого, а учитель был загружен основной работой. В 1951—1955 годах в школе работала только одна учительница — Нийне Ранд, она же вела и уроки физкультуры. Меньше всего учеников насчитывалось в 1955 году — всего 7 человек.

### Районы деревни
Исторически деревня состояла из трёх районов: «Старая деревня» (эст. Vanaküla), включающая в себя жилые дома, построенные во времена Первой республики и Советского Союза, так называемая «Бревенчатая деревня» (эст. Palgiküla), которая представляет собой жилой район, образованный в начале Второй республики, и активно расширяющийся в последние годы жилой район «Кадакаранна» (эст. Kadakaranna —  район Можжевелового берега). За прошедшее посла распада СССР время в Неэме переехало много молодых семей, которые активно участвуют в жизни деревни.
К лету 2023 года в Неэме был построен новый жилой район, состоящий из 40 сверхэкологичных боксов рядных домов, созданных архитектором Юларом Марком (Ülar Mark) и построенных роботами. Жилой комплекс получил название «Пяритууле» (эст. «Pärituule» — район «Попутного ветра»). В знак уважения к местным традициям каждый покупатель нового жилья автоматически стал владельцем или совладельцем лодки. После заселения всех новых домов число жителей деревни увеличится примерно на четверть.

### Инфраструктура и общественная жизнь

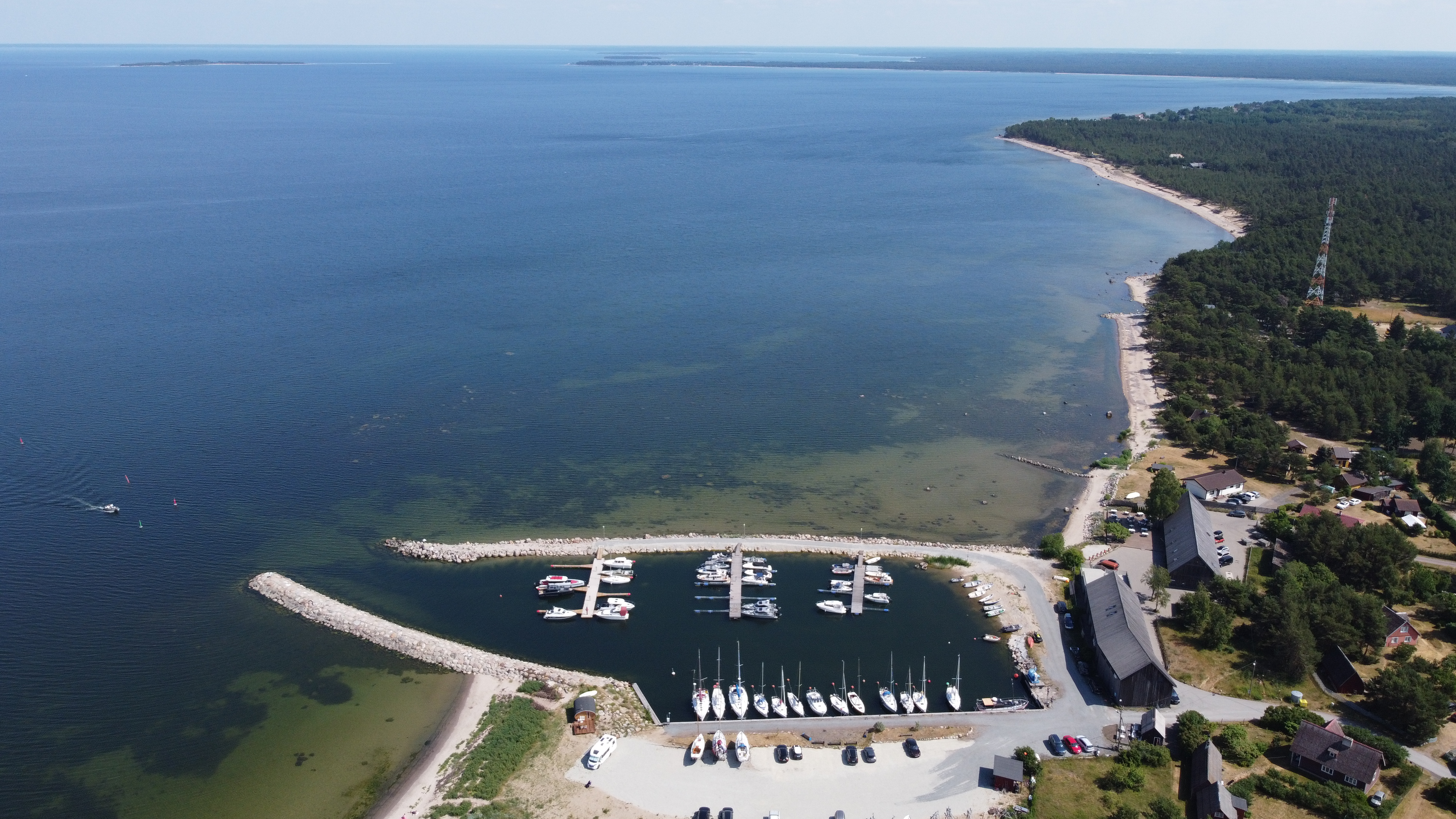
Порт Неэме

В деревне есть детский сад «Неэме Мудила» («Neeme Mudila»), основная школа, детская музыкальная школа, библиотека, народный дом, магазин, кафе, ресторан, порт для малых и средних судов, морской пляж и дороги для лёгкого транспорта. В народном доме работают кружки по интересам и проводятся различные мероприятия. Народный дом и музыкальная школа располагаются в старом школьном здании 1936 года.
В деревне действует добровольное спасательное общество.
30 ноября 2006 года было создано «Общество Женской Береговой охраны Неэме» (эст. «Neeme Rannavalve Selts»). Изначально его участницами были только женщины, в 2014 году к обществу присоединились трое мужчин. Целью объединения является сохранение деревенской общины и укрепление сплочённости её жителей, краеведение, поддержание устойчивости деревенских традиций, развитие деревенской жизни. По состоянию на 11.07.2023 в общество входило 14 человек.
Деревня Неэме была одной из первых деревень Эстонии, присоединившихся к движению «Соседский дозор».
По данным волостной управы, в 2022 году брутто-доход одного зарегистрированного жителя деревни составлял 1600 евро в месяц, что немногим больше среднего по волости (1500 евро). Основная часть жителей деревни работает в Таллине, и, так как после 18 часов уездные автобусы в деревню не ходят, для поездок на работу и домой использует личные автомобили.

### Традиции
Самыми крупными традиционными событиями деревни являются «Дни Неэме» (отмечаются каждые 5 лет), «День рыбака», который проводится каждый год в июле, «Ночь древних огней» в августе и «Ярмарка месяца жатвы» в сентябре.

## Происхождение топонима
В переводе с эстонского языка ‘неэм’ (эст. neem) — «мыс», «коса». Этимология начальной части более ранних названий деревни остается неясной.